# Calle Ciega
Calle Ciega is een groep uit Venezuela ontstaan in 1998 met een stijl van merengue, hiphop met een interessante evolutie van reggaeton met een flow uit het land.

## Discografie
- "Una Vez Mas"
- "Mi Cachorrita"
- "Como te extraña mi cama"
- "El Vestido Rojo"

## Singles
- "Una Vez Mas"
- "Mi Cachorrita"
- "Como te extraña mi cama"
- "El Vestido Rojo"
- "Tu y Yo"